# Vierkanttretlager
Vierkanttretlager ist eine Indie-Rock-Band aus Husum.

## Geschichte
Vierkanttretlager wurde 2007 in Husum gegründet. 2010 erschien als erstes Lebenszeichen die EP Penzion Kanonir, 2012 schließlich das Debütalbum Die Natur greift an. Beide Veröffentlichungen entstanden in Zusammenarbeit mit dem Produzenten Gregor Hennig. Im gleichen Jahr belegte die Band im Rahmen des Bundesvision Songcontests, bei dem sie für Schleswig-Holstein antrat, einen sechsten Platz. Neben eigenen Konzerten und Festivalauftritten traten Vierkanttretlager im Vorprogramm des Rappers Casper sowie der Bands Kraftklub und Madsen auf.
Nach Friedrichsens Ausstieg 2012 besetzte für kurze Zeit Jens Mehring (ehemals Ghost of Tom Joad) die Stelle am Bass, bevor auch er ausschied. Seitdem agieren die verbliebenen Gründungsmitglieder als Trio. Von 2013 bis 2014 entstand in Zusammenarbeit mit dem Produzenten Olaf Opal das zweite Album Krieg & Krieg, das im April 2015 erschien.
Im Juli 2017 veröffentlichte der Sänger Max Richard Leßmann mit Liebe in den Zeiten der Follower sein erstes Soloalbum, wobei er betonte, dass dies nicht das Ende der Band bedeute. Die Musik dafür stammt von Sebastian Madsen, dem Sänger und Gitarristen der Band Madsen, und wurzelt stilistisch im Swing, französischen Chanson und Schlager der Weimarer Republik.

## Stil
Laut dem Magazin Rolling Stone verbinden Vierkanttretlager auf ihrem Album Die Natur greift an „energetischen Indie-Rock mit einer präzisen Sprache“ und „klingen, als habe man die Hamburger Schule ihrer Überintellektualität beraubt und sich gleichzeitig musikalisch von den Indie-Rockbands der zweiten Generation emanzipiert.“ Laut.de nennt als Bezugspunkte „90er-Post-Punk im Stile Tocotronics […] härtere Momente wie Turbostaat, dazu noch eine Prise humorvoll-verbitterter Regener-Lyric“ und fasst das Album mit den Worten „Junger, ungezähmter Indierock und graubärtige Weisheit“ zusammen.

## Diskografie

### EPs
- 2010: Penzion Kanonir (Cobretti Records)
- 2012: Shanty Chor EP
- 2012: Fotoalbum (7" Vinyl zum Record Store Day 2012)

### Alben
- 2012: Die Natur greift an (Unter Schafen Records)
- 2015: Krieg & Krieg (Buback Tonträger)

## Musikvideos
- 2010: Schluss aus raus (Regie: Hagen Decker)
- 2012: Das neue Gold (Regie: Hagen Decker)
- 2012: Fotoalbum (Regie: David Sorg)
- 2012: Am Ende denk' ich immer nur an dich (Regie: Christian Alsan)
- 2015: Krieg & Krieg (Regie: Jonas Vahl)
- 2015: Kaktusblüte (Regie: Jonas Vahl)
- 2015: Der letzte Satz der Welt (Regie: Jonas Vahl)